# 一日の行楽
『一日の行楽』（いちにちのこうらく、A Day's Pleasure）は、チャーリー・チャップリンのファースト・ナショナル・ピクチャーズにおける4作目の映画。チャップリンは当時すでに大作「キッド」の撮影に取り掛かっていたが、本作は撮影の中断期間中に、急ごしらえで製作された2巻物である。内容は、チャップリンと妻、そして子供たちが行楽に出掛け、いろいろなことがうまくいかない様子を描いたもの。妻役はエドナ・パーヴァイアンスで、子供たちの内、末っ子の男の子をジャッキー・クーガンが演じている。映画冒頭で、チャップリンが自動車のエンジンを掛けようと苦労する場面は、チャップリン・スタジオの前で撮影された。

## 評価
「一日の行楽」は、チャップリンのファースト・ナショナル社時代の全作品中、最も印象の薄いものと見なされている。当時の批評家たちも、本作についてはあまり反応していなかった。公開当時のニューヨーク・タイムズでは、「他のコメディアンより面白いところがほとんどない」(he is little, if any, funnier than many other screen comedians.)と評されている。しかしチャップリンは『キッド』を秘めていたため批評も気にしていなかったと自伝で回想している。

## キャスト
出典：
- 父 - チャーリー・チャップリン
- 母 - エドナ・パーヴァイアンス
- 幼い男の子 - マリオン・フェドゥーカ
- 末っ子の男の子 - ジャッキー・クーガン
- 道路のシーンの幼い男の子 - ボブ・ケリー
- 大柄な夫・路上の警官 (二役)  - トム・ウィルソン
- 彼の船酔いの妻 - ベイブ・ロンドン（英語版）
- 船長・車の男・巨漢の警官 (三役) - ヘンリー・バーグマン
- サンドイッチ売り・通りで怒る小男 (二役) - ロイヤル・アンダーウッド
- 船の乗客 - グランヴィル・レッドモンド
- 車の運転手 - 高野虎市